# Josef Ritscher
Josef Ritscher (* 23. Januar 1891 in Feicht; † 26. Juli 1964 in Klagenfurt) war ein österreichischer Landwirt und Politiker.

## Leben
Ritscher war der Sohn des Besitzers der Stoffelehube Balthasar Ritscher (* 5. Januar 1849; † 26. Juli 1927) und dessen Ehefrau Maria geb. Stocksreiter (* 3. März 1848; † 13. April 1903). Er war römisch-katholisch und heiratete am 8. Januar 1923 Anna Lagger (* 17. Mai 1891; † 8. Juni 1977). Aus der Ehe gingen ein Sohn und drei Töchter hervor.
Er besuchte die Volksschule, die Ackerbauschule Litzlhof und machte ein Praktikum in der Schweiz. Im Ersten Weltkrieg war er Zugsführer. 1923 übernahm er den väterlichen Hof. Er ist auf dem Ortsfriedhof in Lendorf begraben.

## Politik
Von 1918 bis 1938 und von 1945 bis 1964 war er Bürgermeister von Lendorf. Im September 1937 wurde er zum Landesbauernführer von Kärnten gewählt. Im Ständestaat war er vom 19. November 1934 bis zum 11. März 1938 als Vertreter der Land- und Forstwirtschaft Mitglied im Ständischen Kärntner Landtag. Im Landtag war er Erster Landtagspräsident. Nach der Machtübernahme der Nationalsozialisten wurde er im April 1939 wegen Betruges zu drei Monaten Kerker verurteilt.
In der Zweiten Republik gehörte er vom 7. Mai 1945 bis zum 19. Mai 1945 für die Christlichsoziale Partei der Provisorische Landesregierung Piesch I an. Nachfolger als Landesrat wurde Hans Amschl. Danach war er vom 10. Dezember 1945 bis zu seinem Mandatverzicht am 10. Januar 1963 für die ÖVP dem Kärntner Landtag als gewähltes Mitglied an.

## Auszeichnungen
- Ehrenbürger der Gemeinde Lendorf
- Großes Goldenes Ehrenzeichen für Verdienste um die Republik Österreich
- Silberne Tapferkeitsmedaille (aus dem Ersten Weltkrieg)